# Cargo (film din 2009)
Cargo este primul film SF elvețian.  A fost produs în 2009 și regizat de Ivan Engler și Ralph Etter. Rolurile principale au fost interpretate de actorii Anna-Katharina Schwabroh și Martin Rapold. Povestea filmului are loc în anul 2237 când  Pământul a devenit o planetă nelocuibilă din cauza unui colaps ecologic, iar supraviețuitorii trăiesc pe stații orbitale foarte aglomerate.

## Prezentare
Este anul 2267. După ce Pământul a devenit de nelocuit din cauza unei colaps ecologic, oamenii rămași trăiesc pe stații spațiale supraaglomerate aflate pe orbita Pământului. Tânăra doctor Laura Portmann (Anna-Katharina Schwabroh) este unul dintre ei. Ea speră la un viitor mai bun, alături de sora ei aflată pe îndepărtata planetă Rhea, dar pentru a ajunge acolo are nevoie de bani. Ea semnează cu Kuiper Enterprises un contract de muncă pe bătrâna nava de marfă (cargo) Kassandra care pleacă într-un zbor de opt ani spre Stația #42 și înapoi.
Echipajul este format din cinci membri: Cpt. Lacroix (Pierre Semmler), Lindbergh (Regula Grauwiller), Yoshida (Yangzom Brauen), Prokoff (Claude-Oliver Rudolph) și Vespucci (Michael Finger). Membrii echipajului își petrec cea mai mare parte a zborului complet automatizat într-un crio-somn adânc în timp ce doar o persoană stă de veghe în ture a câte 8 luni jumătate pentru a monitoriza nava. Din cauza amenințării teroriste a grupului radical neo-luddit "Maschinenstürmer" se află la bord în plus și un agent de securitate: Samuel Decker (Martin Rapold). Spre sfârșitul turei, Portmann aude zgomote neobișnuite în zona de depozitare și are presimțirea că cineva o urmărește. Colegii ei sunt treziți conform protocolului și echipajul își propune să investigheze spațiul de marfă al navei aflat la o temperatură foarte rece.
Echipajul descoperă o tânără fată aflată în animație suspendată în interiorul unui container de marfă, container care ar fi trebuit să conțină materiale de construcții. Inspectând corpul fetei, Portmann găsește un foarte avansat conector încorporat de realitate virtuală în coloana vertebrală a fetei. Mai târziu, Portmann trimite un mesaj video către sora ei aflată pe Rhea și primește un răspuns în 20 de minute deși ar fi trebuit ca mesajul să sosească după ani de zile.   Portmann începe să se întrebe unde se află cu adevărat nava, în ce direcție se îndreaptă și ce fel de marfă transportă.
În cele din urmă se dovedește că Rhea nu este o planeta colonizată ci o realitate simulată concepută pentru a menține vie speranța oamenilor cu privire la viitorul lor. Nava Kassandra transportă oameni în cală pentru a fi conectați la un uriaș mainframe, adevărata destinație a navei. După descoperirea acestui lucru, echipajul decide să pună capăt înșelăciunii. La sosirea la destinație, în timp ce nava descarcă automat marfa, Portmann  intră în simulare pentru a difuza spre Pământ o "transmisie finală de la Rhea"  care dezvăluie natura simulată a planetei, în timp ce Samuel Decker (care de fapt este un membru al "Maschinenstürmer") sabotează antena mainframe-ului.

## Distribuție
- Anna Katharina Schwabroh: Laura Portmann
- Martin Rapold: Samuel Decker
- Michael Finger: Claudio Vespucci
- Claude-Oliver Rudolph: Igor Prokoff
- Yangzom Brauen: Miyuki Yoshida
- Pierre Semmler: Pierre Lacroix
- Regula Grauwiller: Anna Lindbergh
- Gilles Tschudi: Klaus Bruckner
- Maria Boettner: Arianne Portmann
- Noa Strupler: Kleines Mädchen